# Trinity (vụ thử hạt nhân)
Trinity là mật danh của vụ thử vũ khí hạt nhân đầu tiên do Lục quân Hoa Kỳ tiến hành vào ngày 15 tháng 7 năm 1945, một phần của dự án Manhattan. Địa điểm diễn ra vụ thử là sa mạc Jornada del Muerto nằm cách Socorro, New Mexico khoảng 35 dặm (56 km) về phía Đông Nam. Những công trình duy nhất trong khu vực sa mạc, như Ngôi nhà McDonald và những tòa nhà phụ, đã được các nhà khoa học sử dụng làm địa điểm thí nghiệm để kiểm tra những bộ phận của quả bom. Để phục vụ cho cuộc thử nghiệm, người ta xây dựng một doanh trại và 425 người đã có mặt vào thời điểm vụ thử nghiệm. 
Nhà vật lý J. Robert Oppenheimer, Giám đốc Phòng thí nghiệm Los Alamos, đặt tên cuộc thử nghiệm là "Trinity" do lấy cảm hứng từ một bài thơ của John Donne. Đối tượng của vụ thử là một thiết bị hạt nhân plutoni kiểu nổ sập, thường được gọi là "The Gadget", có thiết kế tương tự quả bom Fat Man sau này đã thả xuống thành phố Nagasaki, Nhật Bản, vào ngày 9 tháng 8 năm 1945. Thiết kế của loại thiết bị phân hạch plutoni kiểu nổ sập rất phức tạp, đòi hỏi nỗ lực lớn của những nhân viên Phòng thí nghiệm Los Alamos. Ngoài ra, người ta lo ngại về việc liệu thiết kế này có thể hoạt động hay không, do vậy dẫn đến quyết định tiến hành vụ thử hạt nhân đầu tiên. Cuộc thử nghiệm do Kenneth Bainbridge lên kế hoạch và chỉ đạo.
Do lo ngại vụ thử nghiệm thất bại (hiện tượng fizzle), người ta đã tạo ra một bồn chứa bằng thép gọi là Jumbo để chứa plutoni, nhằm có thể thu hồi plutoni sau vụ nổ, tuy nhiên Jumbo đã không được sử dụng. Một cuộc diễn tập được tổ chức vào ngày 7 tháng 5 năm 1945; khi đó khối thuốc nổ siêu thanh khoảng 108 tấn Mỹ (96 tấn Anh) có gắn đồng vị phóng xạ đã được kích nổ. Vụ nổ của The Gadget giải phóng năng lượng nổ khoảng 25 kt (100 TJ). Những người quan sát vụ thử nghiệm bao gồm Vannevar Bush, James Chadwick, James Conant, Thomas Farrell, Enrico Fermi, Richard Feynman, Leslie Groves, Robert Oppenheimer, Geoffrey Taylor, Richard Tolman, Edward Teller và John von Neumann. 
Khu vực thực hiện vụ thử nghiệm Trinity được công nhận là Danh lam Lịch sử Quốc gia Hoa Kỳ vào năm 1965, và được đưa vào Sổ bộ Địa danh Lịch sử Quốc gia Hoa Kỳ một năm sau đó.

## Thư viện ảnh

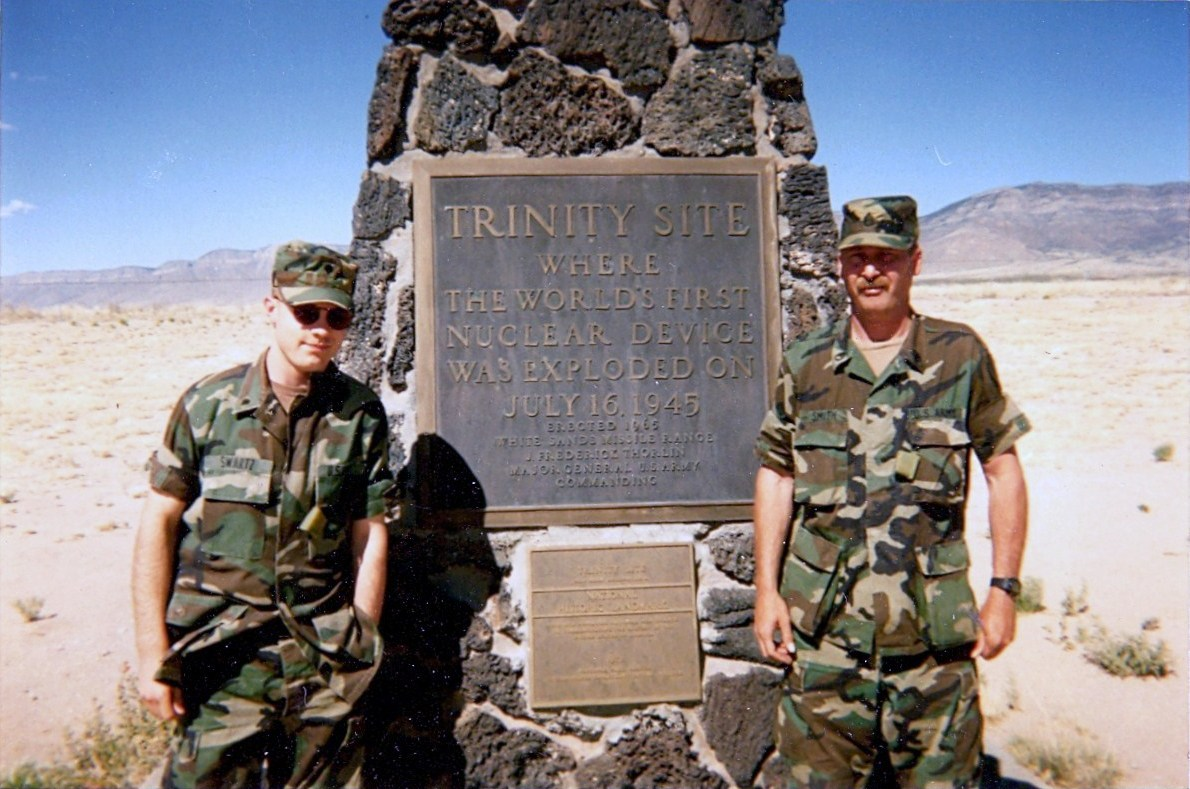
Du khách đến địa điểm Trinity năm 1995 để kỷ niệm 50 năm vào năm 1995
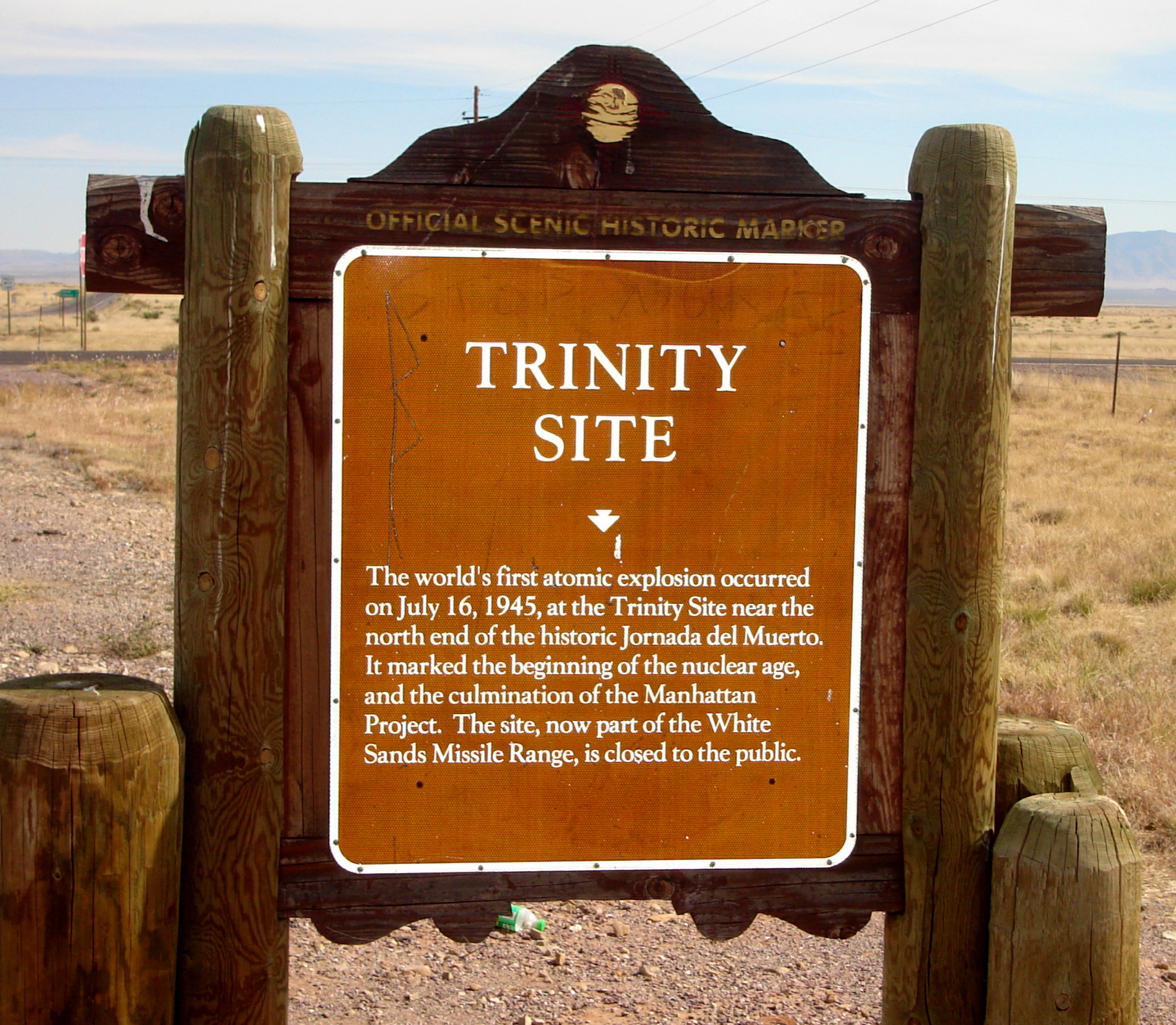
Cột mốc lịch sử địa điểm Trinity, 2008
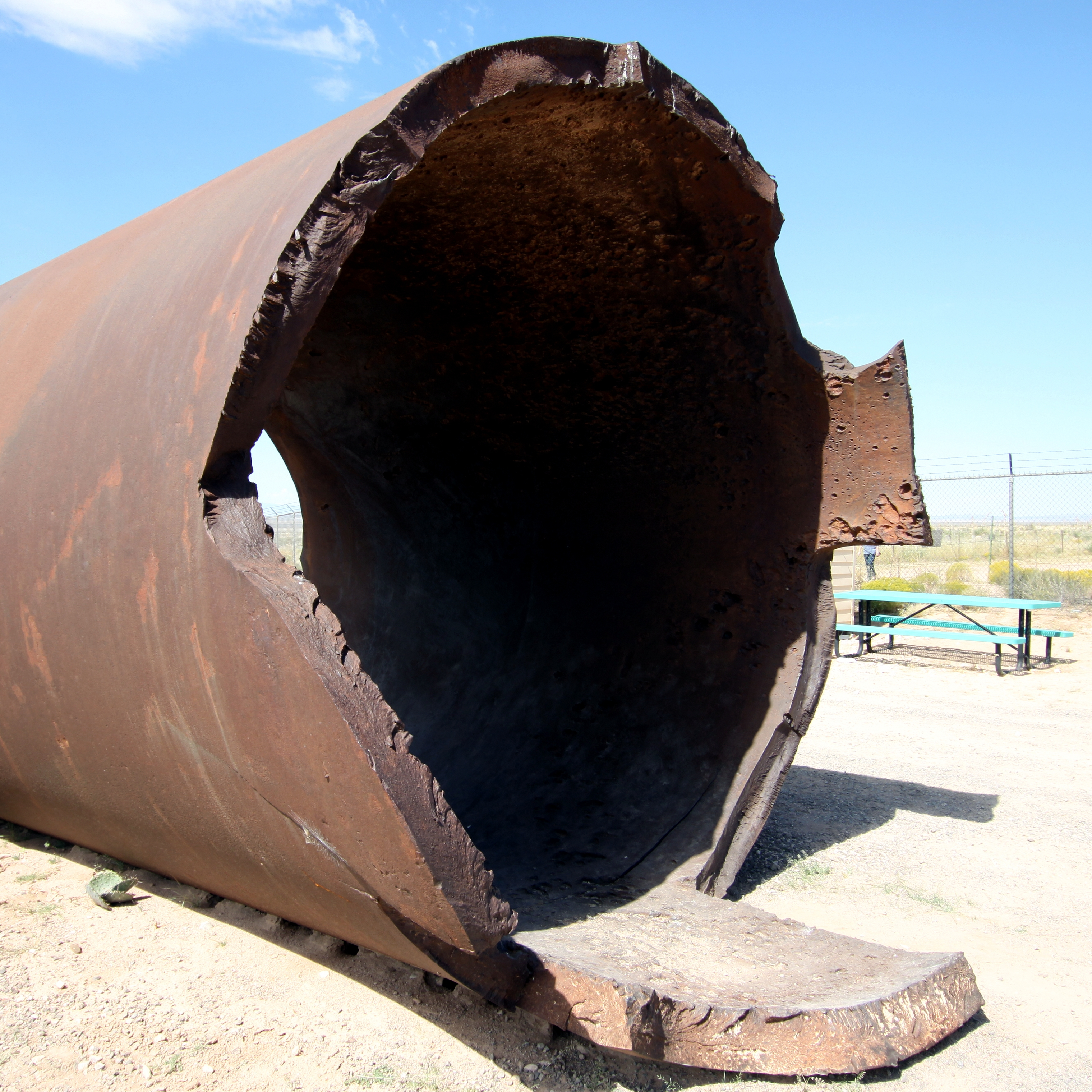
Tàn dư của Jumbo, 2010
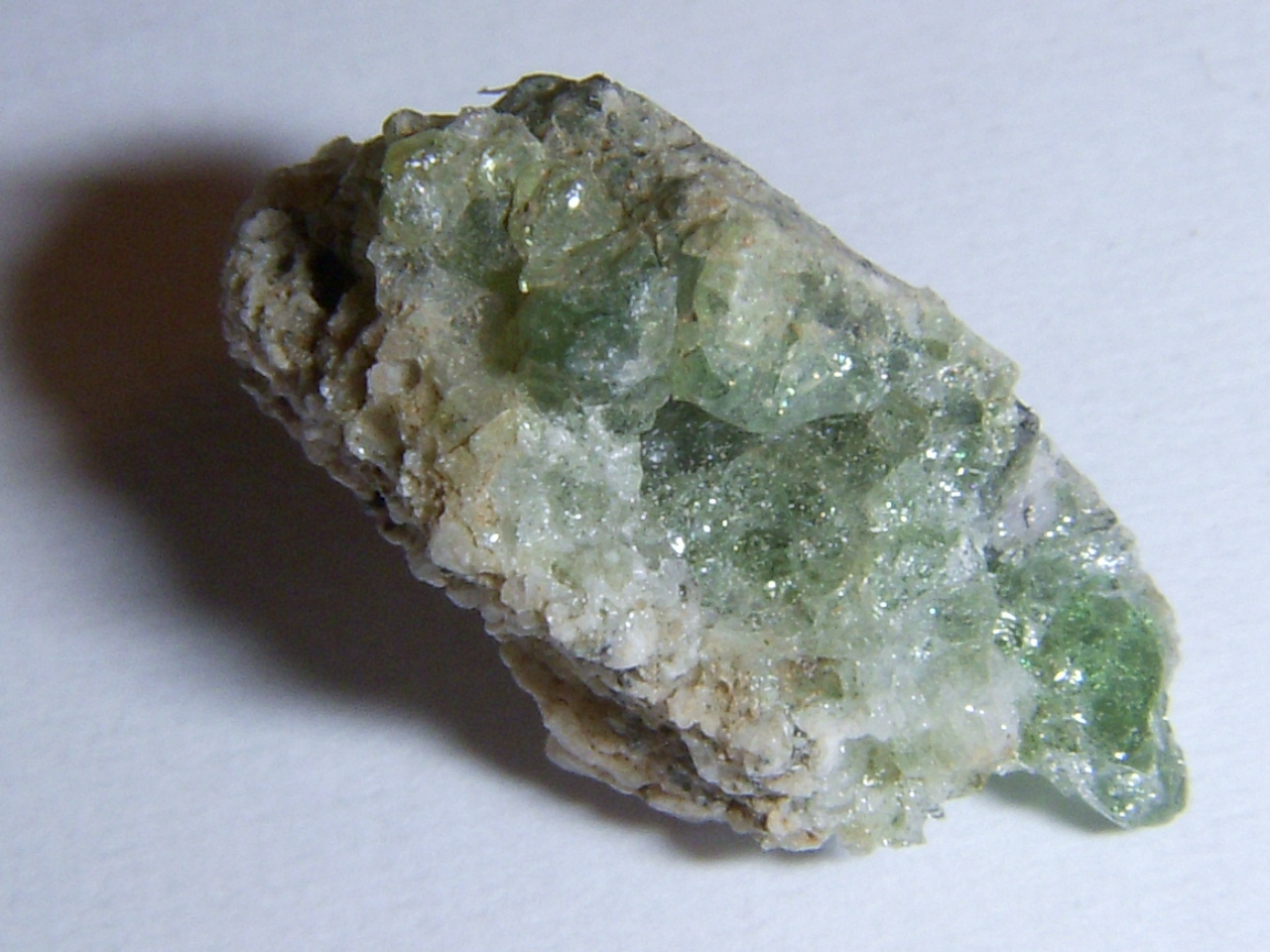
Trinitite.
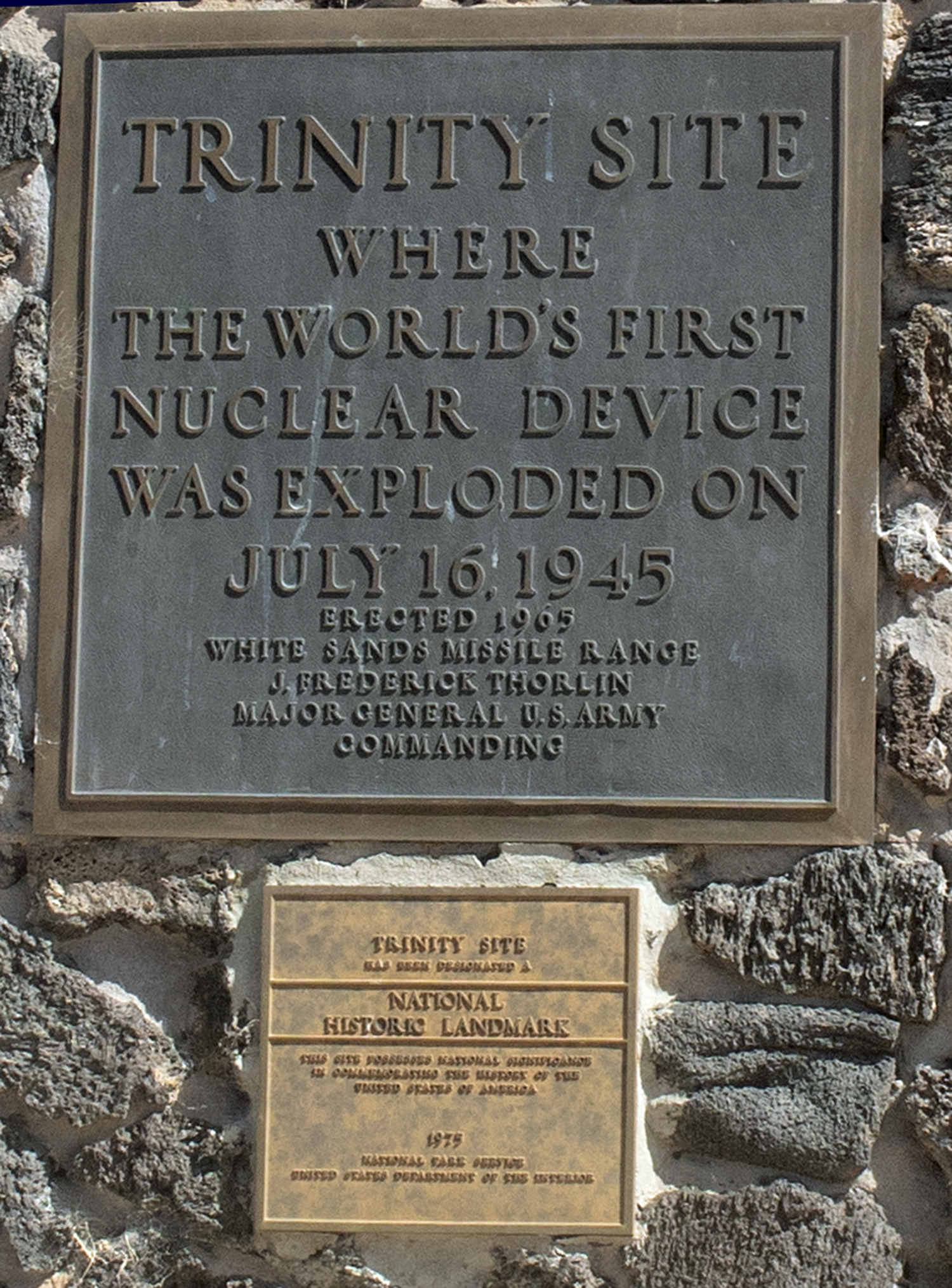
Cận cảnh mảng bám trên đài tưởng niệm, 2018
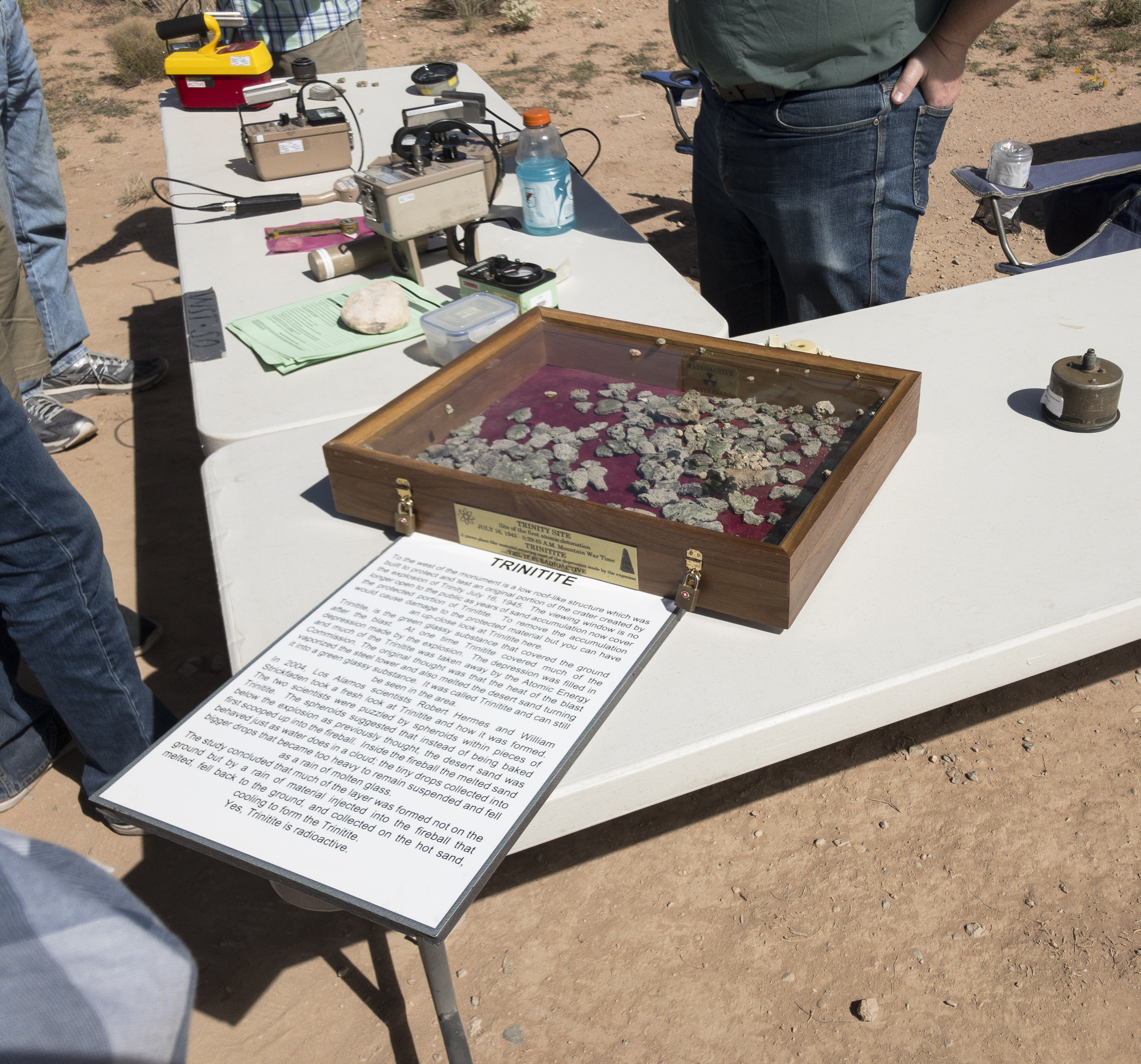
Bảng hiển thị Trinitite, 2018
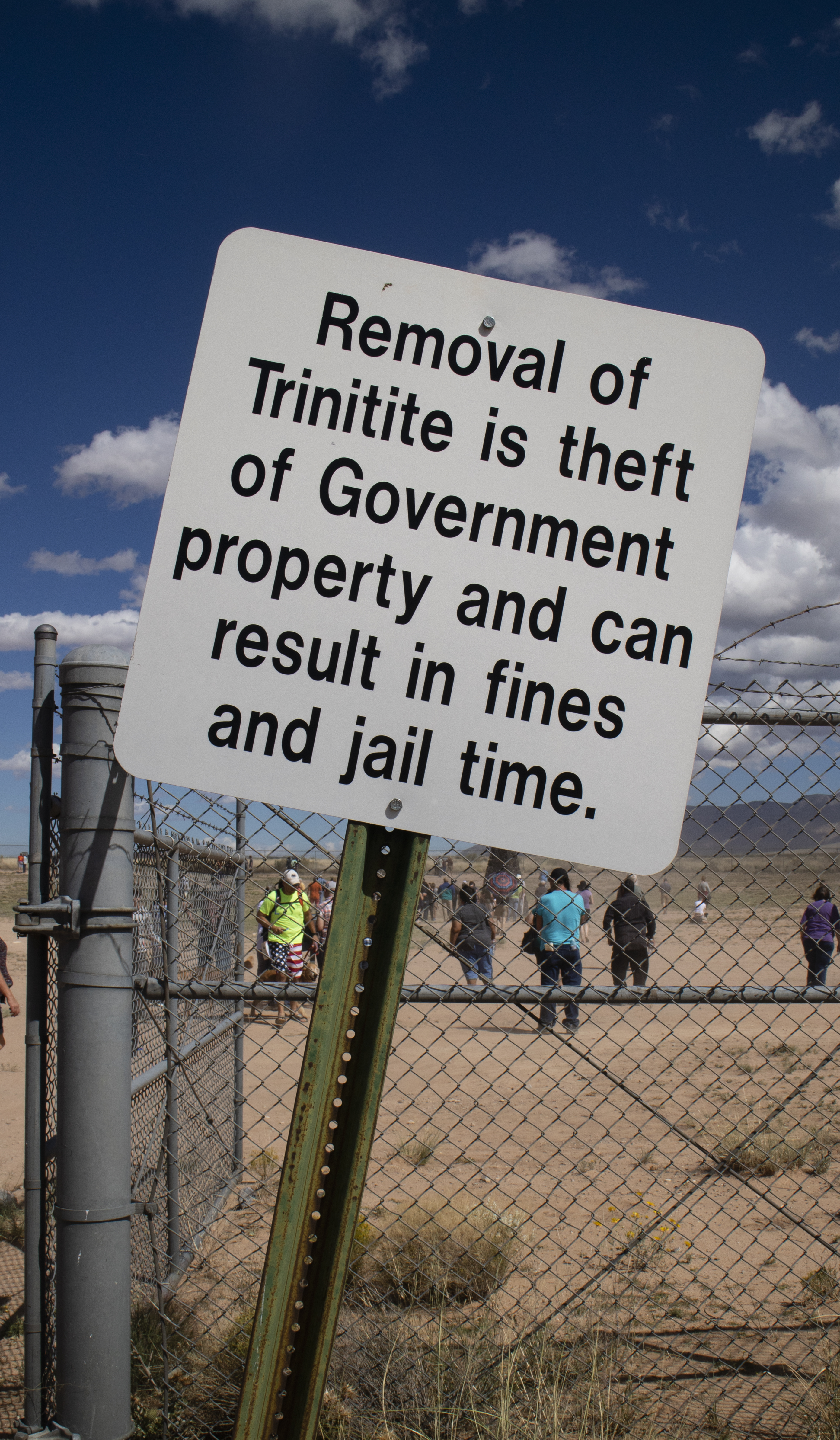
Biển cảnh báo chống lại việc loại bỏ trinitite, 2018
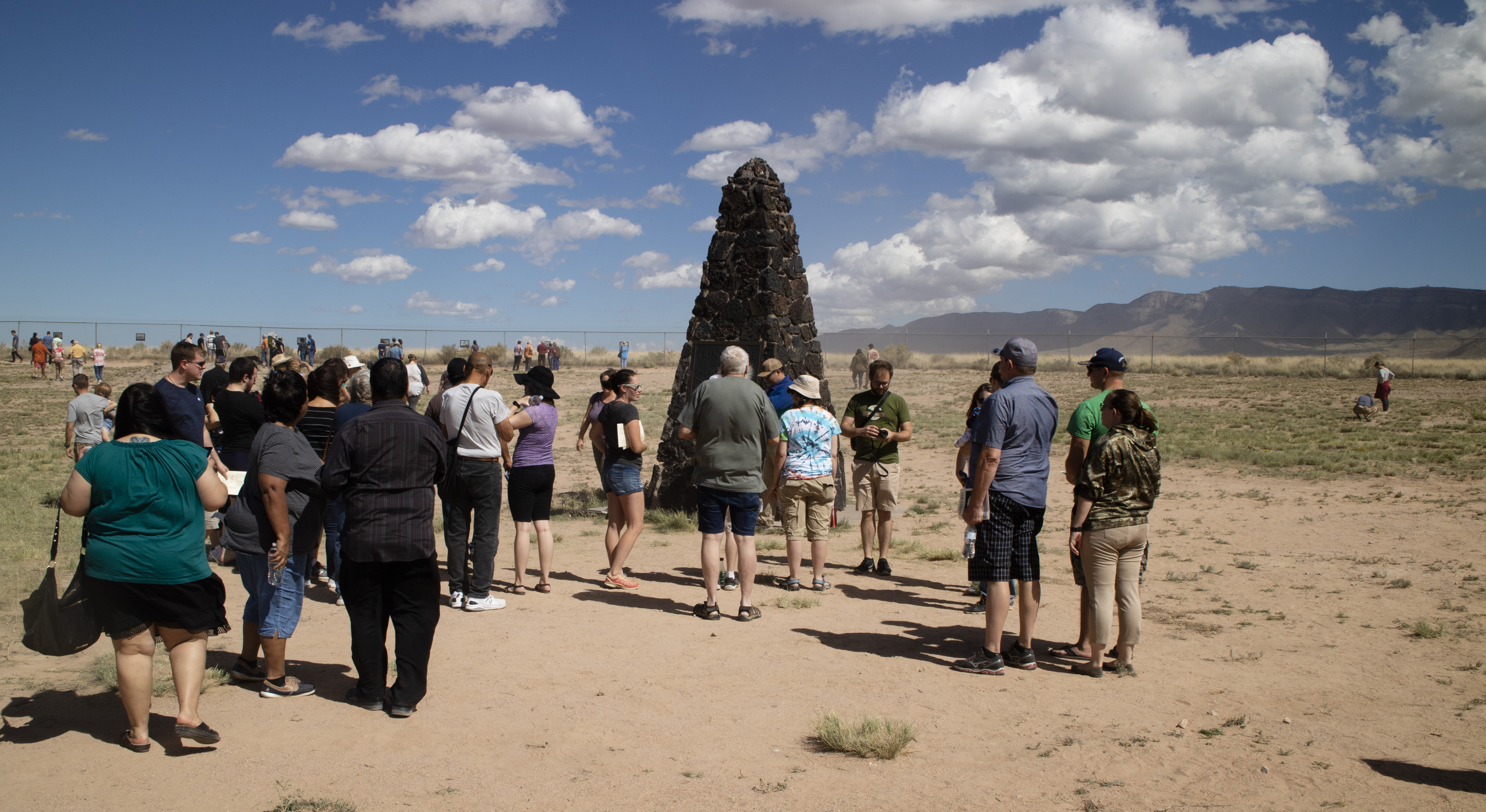
Mọi người tụ tập quanh Ground Zero, 2018
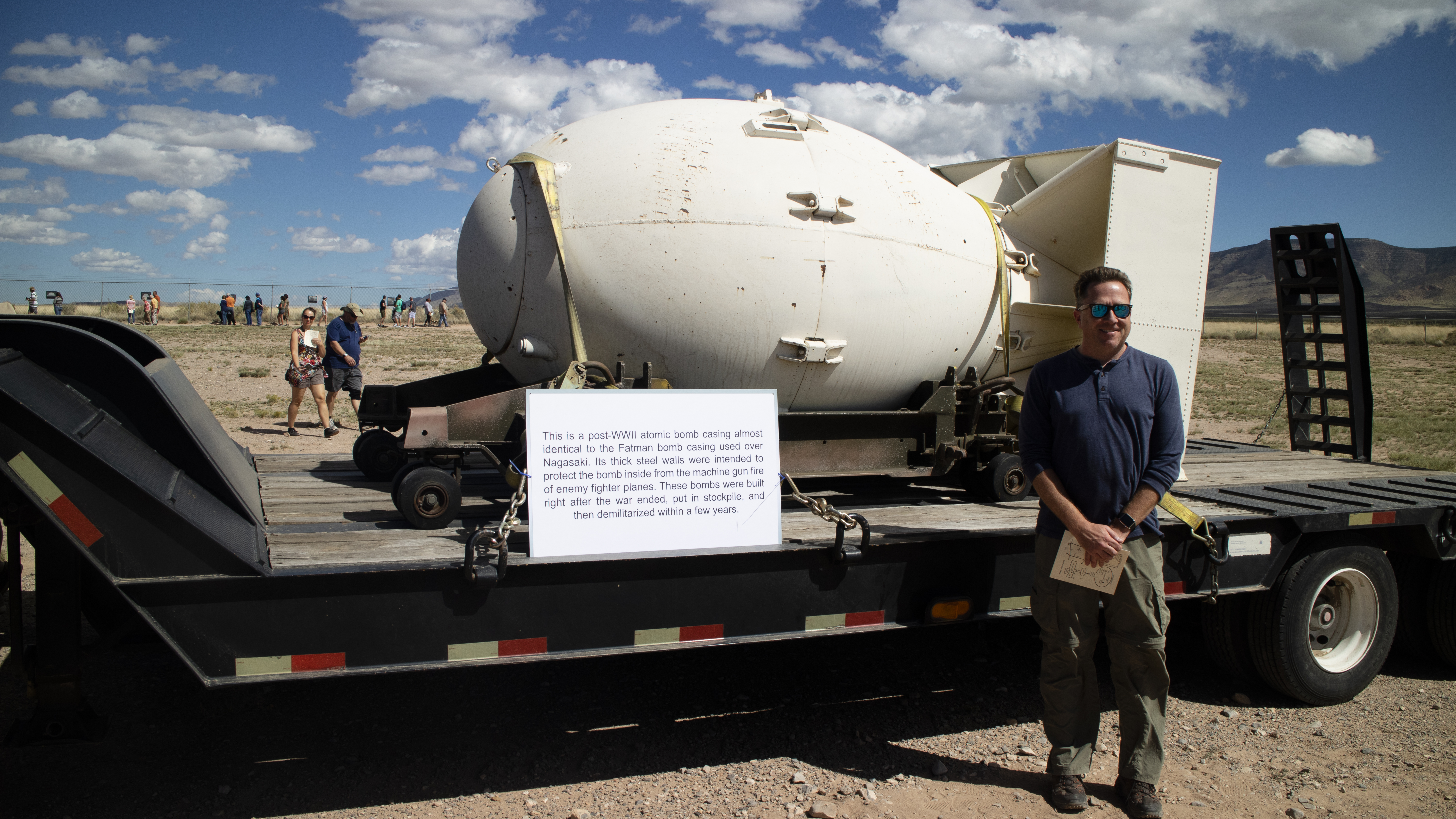
Vỏ bom nguyên tử sau Thế chiến II